# Mal chronique des montagnes
Le mal chronique des montagnes, également connu comme maladie de Monge, maladie des Andes ou érythrémie des hautes altitudes (en anglais Chronic mountain sickness, CMS) est une affection susceptible de toucher les personnes vivant ou séjournant de façon très prolongée à haute altitude (au-delà de 2 500 mètres). Elle se caractérise par une hypoxémie associée à une teneur anormalement élevée de globules rouges dans le sang. Si cette particularité permet d'intensifier le transport de l'oxygène dans les tissus, elle a également pour effet de rendre le sang anormalement visqueux, ce qui augmente les risques d'accidents cardiovasculaires et induit des céphalées, de l'asthénie, et des nausées associées à une cyanose lors de la réalisation d'efforts. Les populations des altiplanos andins sont plus particulièrement touchées par cette maladie, que l'on peut décrire comme « une forme de trop grande adaptation du système cardio-pulmonaire à la raréfaction de la concentration en oxygène de l’air en haute altitude ». Cette affection a été décrite pour la première fois entre 1925 et 1928 par Carlos Monge Medrano, un chercheur et médecin péruvien,.